# توماس جون موريس
توماس جون موريس (بالإنجليزية: Thomas John Morris)‏ (و. 1837 – 1912 م)هو محامي، وقاضي من الولايات المتحدة الأمريكية .

## التعليم
تعلم في جامعة هارفارد.